# Toàn quyền Đông Dương

Biểu tượng Toàn quyền Đông Dương

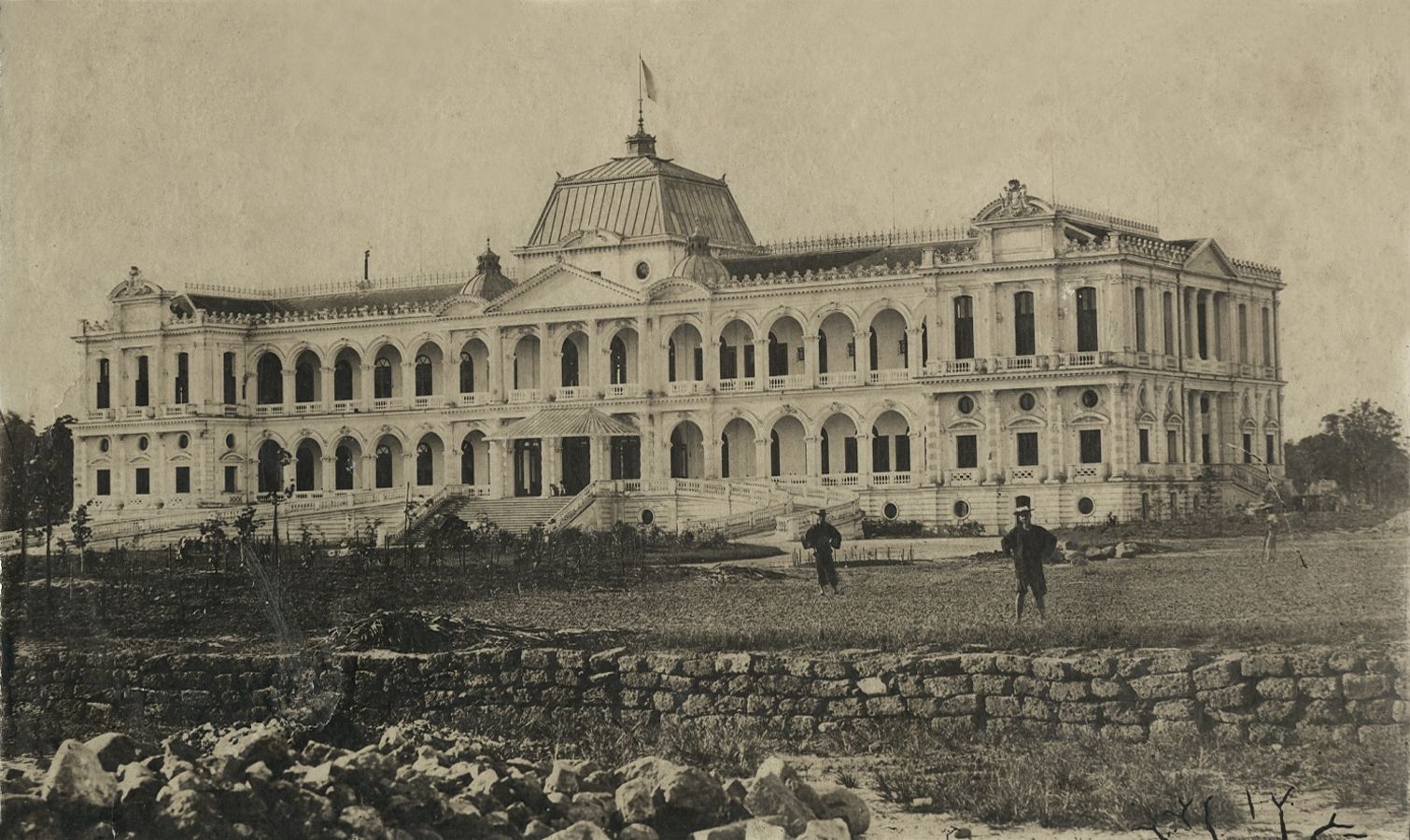
Dinh Toàn quyền hay Dinh Norodom vừa xây dựng xong tại Sài Gòn, hình chụp khoảng năm 1875

Đông Dương tổng thống toàn quyền đại thần (chữ Hán: 東洋總統全權大臣, tiếng Pháp: Gouverneur-général de l'Indochine française), gọi tắt là toàn quyền Đông Dương, còn gọi là Đông Pháp tổng thống toàn quyền đại thần, gọi tắt là toàn quyền Đông Pháp, là chức vụ cao cấp của quan chức cai trị thuộc địa Pháp, đứng đầu trong Liên bang Đông Dương.
Sau Thế chiến thứ hai, khi quân Pháp đã tái kiểm soát được phần lớn Đông Dương, nhằm tránh khơi gợi lại thời kỳ thuộc địa, chức vụ Toàn quyền được thay thế bằng chức vụ thành Cao ủy Đông Dương hay Cao ủy Đông Pháp (tiếng Pháp: Haut-commissaire de France en Indochine). Cuối tháng 4 năm 1943, chức vụ này một lần nữa được thay đổi thành đến năm 1953 thì gọi là Tổng ủy Đông Dương (tiếng Pháp: Commissaires généraux en Indochine). Sau ngày 21 tháng 7 năm 1956, chức vụ này bị bãi bỏ theo tinh thần của Hiệp định Genève, 1954.

## Bối cảnh lịch sử
Khi tiến hành xâm chiếm Nam kỳ, người Pháp tổ chức hệ thống cai trị qua hai giai đoạn. Trong giai đoạn đầu, từ 1861 đến 1879, người Pháp thành lập Soái phủ Nam kỳ (Gouvernement des Amiraux) do các đô đốc của Hải quân Pháp đứng đầu, trông coi việc cai trị hành chính và binh bị. Bắt đầu năm 1879, người Pháp đặt chức vụ Thống đốc Nam Kỳ (Gouverneur-général de la Cochinchine) để cai trị mảnh đất thuộc địa này. Chức vụ thống đốc này trực thuộc bộ Thuộc địa và bộ Hải quân Pháp. Sau khi áp đặt chế độ bảo hộ, người Pháp đặt thêm chức vụ Khâm sứ Trung Kỳ (Résident supérieur d'Annam) và Thống sứ Bắc Kỳ (Résident supérieur du Tonkin). Hai người này trực thuộc bộ Ngoại giao Pháp.
Ngày 17 tháng 10 năm 1887, viên Tổng thống Pháp ký sắc lệnh thành lập Phủ Toàn quyền Đông Dương, còn gọi là Phủ Toàn quyền Đông Pháp (Gouvernement général de l'Indochine Française). Toàn quyền Đông Pháp là người có quyền hành cao nhất trong thể chế chính trị Pháp trên toàn cõi Bắc kỳ, Nam kỳ và Cao Miên. Riêng nước Đại Nam (phần đất Trung kỳ còn lại, đang chịu sự bảo hộ của thực dân Pháp) thì Hoàng đế nhà Nguyễn vẫn là người có quyền tối thượng, tất nhiên là trên danh nghĩa. Đứng đầu cả ba kỳ là: Thống đốc Nam kỳ (có sách gọi Thủ hiến), Khâm sứ Trung kỳ (có sách gọi Đại Trú sứ) và Thống sứ Bắc kỳ (có sách gọi Tổng Trú sứ), cả ba đều nằm dưới quyền giám sát và điều khiển tối cao của viên Toàn quyền Đông Pháp, trực thuộc bộ Thuộc địa. Đến năm 1900 quyền kiểm soát của Toàn quyền Đông Pháp được mở rộng thêm, bao gồm cả Ai Lao và Quảng Châu Loan.

## Quyền lực

Một loại tem dùng trong thời kỳ này

Toàn quyền là người đại diện cho chính phủ Pháp tại Đông Pháp, gồm các thuộc địa kể trên, và hành xử như một nguyên thủ, với các quyền hành và trách nhiệm như sau:
- Có quyền ban hành các sắc lệnh và đạo luật để cai trị, công bố thiết quân luật, giờ giới nghiêm,
- Có quyền ân xá các tội phạm bản xứ,
- Có quyền thiết lập ngân sách và phê chuẩn chi thu toàn cõi Đông Pháp,
- Có quyền sử dụng các lực lượng quân sự,
- Chịu trách nhiệm an ninh nội bộ và quốc phòng của khối Đông Pháp,
- Có quyền giải tán các hội đồng mọi cấp.[5]

Chức vụ này có nhiệm kỳ năm (5) năm.
Dưới quyền điều khiển của Toàn quyền, ngoài Thống đốc, Khâm sứ và Thống sứ, còn có các cơ quan hành chính như sau:
1. Hội đồng Tư vấn (Conseil privé), Hội đồng Đề hình (Commissions criminelles), Bắc kỳ và Trung kỳ Nhân dân Đại biểu viện (Chambre des représentants du peuple) và một Đại hội đồng Kinh tế và Tài chính Đông Dương (Grand Conseil des Intérêts économiques et financiers de l'Indochine),
2. Các tổng nha chuyên môn Đông Dương (Services généraux de l'Indochine): Nha Học chính, Nha Tài chính, Nha Kinh tế vụ, Nha Canh nông, Nha Công chính, Nha Bưu chính, Nha Thương chính,
3. Quân đội,
4. Sở Hiến binh (Gendarmerie) và
5. Sở Mật thám Đông Dương (Direction des Affairs politiques et de la Sureté générale).[7]

## Chính sách cai trị của các Toàn quyền
Trên lý thuyết, các chính sách kinh tế, xã hội và quân sự người Pháp áp dụng tại Việt Nam phải dựa trên một chính sách chung dành cho tất cả các thuộc địa và đất bảo hộ, được hoạch định từ bộ Thuộc địa Pháp. Tuy nhiên trên thực tế các viên chức đại diện cho Pháp tại thuộc địa có toàn quyền hành xử, do đó chính sách cai trị thay đổi tùy thuộc vào khuynh hướng chính trị và tính tình của từng cá nhân.
Lúc bấy giờ trong các lý thuyết gia thuộc chính giới Pháp có hai khuynh hướng khác biệt về chính sách thuộc địa, một khuynh hướng chủ trương đồng hóa (assimilation), một chủ trương liên hiệp (association). Quan điểm của chính sách đồng hóa cho rằng các nước thuộc địa và bảo hộ không thể tồn tại và phát triển như những cơ thể độc lập, mà phải có sự hòa hợp thống nhất giữa mẫu quốc và thuộc địa trong tất cả các lãnh vực kinh tế, xã hội, văn hóa, quân sự và an ninh. Quan điểm của chính sách liên hiệp cho rằng việc đồng hóa là không tưởng, và trên thực tế nên cai trị thế nào để có lợi cho đôi bên, và cần tôn trọng các khác biệt giữa mẫu quốc và thuộc địa.

## Danh sách các Toàn quyền, Cao ủy và Tổng ủy Đông Dương
Toàn quyền Đông Dương đầu tiên là Ernest Constans (1887–1888) và người cuối cùng là Jean Decoux (1940–1945). Bốn toàn quyền quan trọng là Paul Doumer, Paul Beau, Antony Klobukowski và Albert Sarraut.
| Toàn quyền Đông Pháp                            | Toàn quyền Đông Pháp                              | Toàn quyền Đông Pháp    | Toàn quyền Đông Pháp                                      |
| STT                                             | Tên                                               | Năm                     | Ghi chú                                                   |
| ----------------------------------------------- | ------------------------------------------------- | ----------------------- | --------------------------------------------------------- |
| 1                                               | Ernest Constans                                   | 16.11.1887 - 04.1888    | Toàn quyền đầu tiên                                       |
| 2                                               | Étienne Antoine Guillaume Richaud                 | 04.1888 - 31.05.1889    |                                                           |
| 3                                               | Jules Georges Piquet                              | 31.05.1889 - 04.1891    |                                                           |
| *                                               | Bideau (tạm thời)                                 | 04.1891 - 06.1891       |                                                           |
| 4                                               | Jean-Marie de Lanessan                            | 06.1891 - 31.12.1894    |                                                           |
| *                                               | Léon Jean Laurent Chavassieux (tạm thời)          | 03.1894 - 10.1894       |                                                           |
| *                                               | François Pierre Rodier (tạm thời)                 | 12.1894 - 02.1895       |                                                           |
| 5                                               | Paul Armand Rousseau                              | 02.1895 - 10.12.1896    |                                                           |
| *                                               | Augustin Juline Fourès (tạm thời)                 | 12.1896 - 13.02.1897    |                                                           |
| 6                                               | Paul Doumer                                       | 13.02.1897 - 10.1902    |                                                           |
| 7                                               | Jean Baptiste Paul Beau                           | 10.1902 - 02.1907       |                                                           |
| *                                               | Louis Alphonse Bonhoure (tạm thời)                | 18.02.1907 - 09.1908    |                                                           |
| 8                                               | Antony Wladislas Klobukowski                      | 09.1908 - 01.1910       |                                                           |
| *                                               | Albert Jean George Marie Louis Picquié (tạm thời) | 01.1910 - 02.1911       |                                                           |
| 9                                               | Albert Sarraut                                    | 11.1911 - 01.1914       |                                                           |
| *                                               | Joost van Vollenhoven (tạm thời)                  | 01.1914 - 7.04.1915     |                                                           |
| 10                                              | Ernest Nestor Roume                               | 04.1915 - 05.1916       |                                                           |
| *                                               | Jean Eugène Charles (tạm thời)                    | 05.1916 - 01.1917       |                                                           |
| 11                                              | Albert Sarraut (lần 2)                            | 01.1917 - 05.1919       |                                                           |
| *                                               | Maurice Antoine François Montguillot (tạm thời)   | 05.1919 - 02.1920       |                                                           |
| 12                                              | Maurice Long                                      | 02.1920 - 04.1922       |                                                           |
| *                                               | François Marius Baudoin (tạm thời)                | 04.1922 - 08.1922       |                                                           |
| 13                                              | Martial Henri Merlin                              | 08.1922 - 04.1925       |                                                           |
| 14                                              | Maurice Antoine François Montguillot              | 04.1925 - 11.1925       |                                                           |
| 15                                              | Alexandre Varenne                                 | 18.11.1925 - 01.1928    |                                                           |
| 16                                              | Maurice Antoine François Montguillot              | 01.1928 - 08.1928       |                                                           |
| 17                                              | Pierre Marie Antoine Pasquier                     | 22.08.1928 - 15.01.1934 |                                                           |
| 18                                              | Eugène Jean Louis René Robin                      | 15.01.1934 - 09.1936    |                                                           |
| 19                                              | Joseph Jules Brévié                               | 09.1936 - 23.08.1939    |                                                           |
| *                                               | Georges Catroux (tạm thời)                        | 23.08.1939 - 25.06.1940 |                                                           |
| 20                                              | Jean Decoux                                       | 25.06.1940 - 9.03.1945  |                                                           |
| Toàn quyền Đông Dương (thời kỳ Nhật chiếm đóng) |                                                   |                         |                                                           |
| STT                                             | Tên                                               | Năm                     | Phụ chú                                                   |
| 1                                               | Tsuchihashi Yuitsu                                | 9.03.1945 - 28.08.1945  |                                                           |
| *                                               | Tsukamoto Takeshi (phụ tá Tsuchihashi)            | 9.03.1945 - 15.08.1945  |                                                           |
| Cao ủy Đông Pháp                                |                                                   |                         |                                                           |
| STT                                             | Tên                                               | Năm                     | Phụ chú                                                   |
| *                                               | Jean Cédile (tạm thời)                            | 23.09.1945 - 05.10.1945 | Ủy viên Cộng hòa Pháp tại Nam Kỳ                          |
| *                                               | Philippe de Hauteclocque (tạm thời)               | 05.10.1945 - 31.10.1945 |                                                           |
| 1                                               | Georges Thierry d'Argenlieu                       | 31.10.1945 - 01.04.1947 |                                                           |
| 2                                               | Émile Bollaert                                    | 01.04.1947 - 11.10.1948 |                                                           |
| 3                                               | Léon Marie Adolphe Pascal Pignon                  | 20.10.1948 - 17.12.1950 |                                                           |
| 4                                               | Jean de Lattre de Tassigny                        | 17.12.1950 - 11.01.1952 | Kiêm Tổng tư lệnh quân Pháp tại Đông Dương, hàm Đại tướng |
| 5                                               | Jean Letourneau                                   | 01.04.1952 - 27.04.1953 |                                                           |
| Tổng ủy Đông Dương                              |                                                   |                         |                                                           |
| STT                                             | Tên                                               | Năm                     | Phụ chú                                                   |
| 1                                               | Jean Letourneau                                   | 27.04.1953 - 28.07.1953 |                                                           |
| 2                                               | Maurice Dejean                                    | 28.07.1953 - 10.04.1954 |                                                           |
| 3                                               | Paul Ély                                          | 10.04.1954 - 04.1955    | Kiêm Tổng tư lệnh quân Pháp tại Đông Dương, hàm Đại tướng |
| 4                                               | Henri Hoppenot                                    | 04-1955 - 21.07.1956    | Tổng ủy cuối cùng                                         |

### Một vài Toàn quyền tiêu biểu

#### Bert, de Lanessan và Rousseau
Trong số các viên chức dưới chế độ Toàn quyền đầu tiên có Thống sứ Paul Bert (19 tháng 10 năm 1833 tại Auxerre - 11 tháng 11 năm 1886 tại Hà Nội) và Toàn quyền Jean Marie Antoine de Lanessan (1891–1894) cai trị theo đường lối liên hiệp. Hai ông sử dụng các bậc trí thức, nho sĩ, thành lập Hội đồng Hào mục gồm 40 người để cố vấn, đối xử ngọt ngào để mua chuộc cảm tình của người Việt, trao quyền hành cho các quan lại người Việt và không xâm phạm các lễ nghi tôn giáo và phong tục của người Việt. Các ông này sau đó bị gọi về Pháp vì đại đa số các viên chức bộ Thuộc địa và giáo hội Pháp không đồng ý với chính sách cai trị ôn hòa đó. Từ năm 1895 đến năm 1897 Paul Armand Rosseau giữ chức Toàn quyền và tập trung quyền lực nhằm đàn áp các phong trào kháng Pháp.

#### Paul Doumer

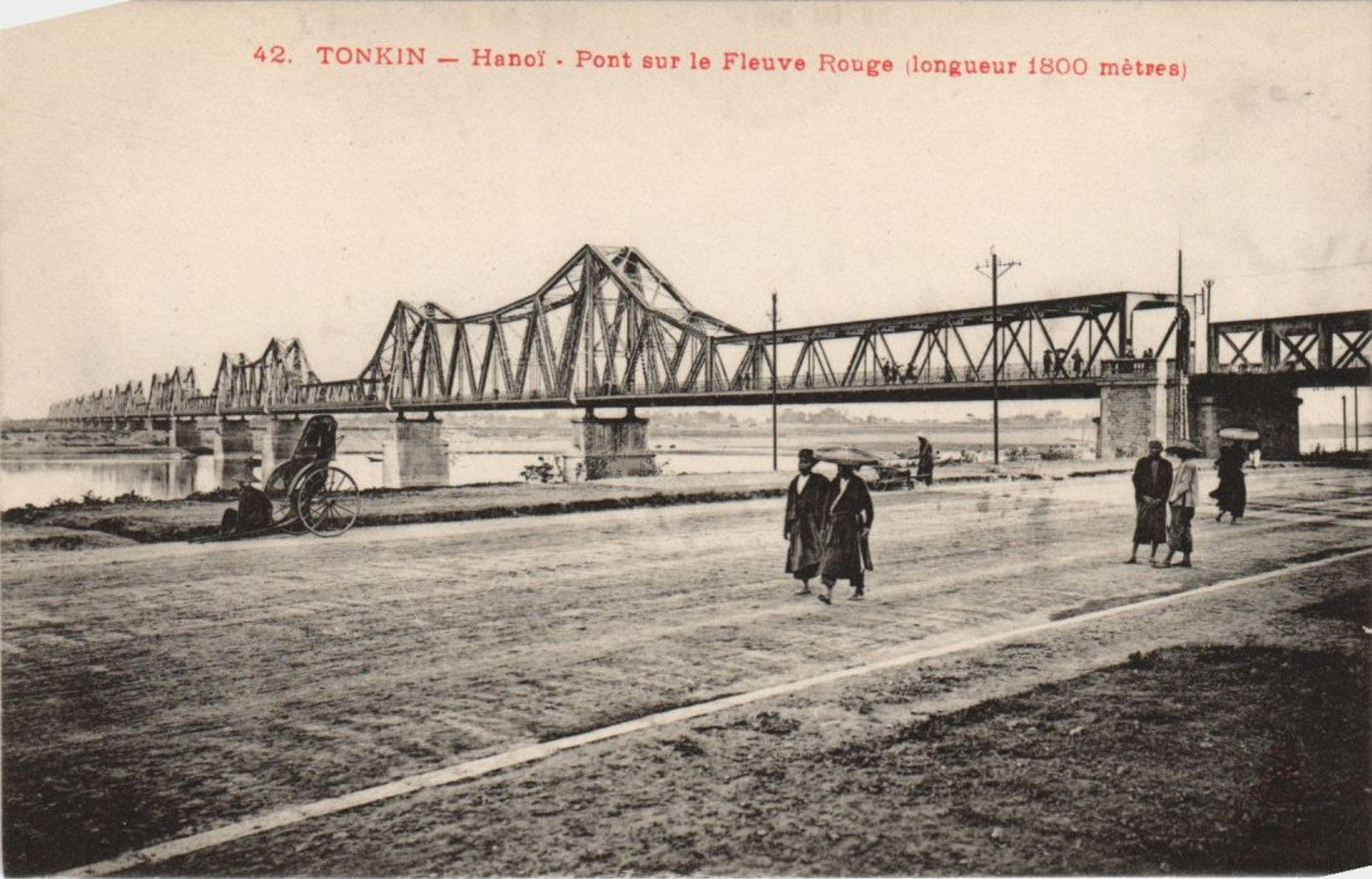
Cầu Long Biên ở thủ đô Hà Nội hồi đầu thế kỷ 20, lúc bấy giờ cái tên "cầu Doumer" được đặt tên theo Toàn quyền Paul Doumer.

Năm 1897, chính sách thuộc địa của Pháp tại Việt Nam bước sang một bước ngoặt khi Paul Doumer (22 tháng 3 năm 1857 – 7 tháng 5 năm 1932) giữ chức Toàn quyền. Paul Doumer là một chính khách ngoại hạng, sau trở thành Tổng thống Pháp, nhưng là một nhà cai trị độc tài mang lại nhiều thay đổi sâu sắc từ lúc ông ta nhậm chức. Ông thiết lập bộ máy nhà nước bảo hộ và xây dựng cơ sở hạ tầng kiên cố tại Việt Nam. Dưới thời Doumer, hệ thống hạ tầng cơ sở tại Đông Dương được kiến thiết rất nhiều, nhưng người dân Việt phải chịu sưu thuế rất nặng để phục dịch và chu cấp cho việc này. Paul Doumer cho xây cây cầu có cùng tên với ông, một trong những cây cầu lớn nhất thế giới lúc bấy giờ, hiện là cầu Long Biên.
Ông chủ trương biến chế độ bảo hộ thành chế độ thực trị, xóa bỏ chủ quyền và thống nhất của Việt Nam, mang đến phân hóa rõ rệt giữa ba miền. Ông tập trung quyền hành vào chức vụ Toàn quyền, ép triều đình nhà Nguyễn đóng cửa Nha Kinh lược sứ Bắc kỳ, giao chức Kinh lược sứ, một chức quan trong triều đình Huế, cho Thống sứ Bắc kỳ lúc bấy giờ là Augustin Fourès. Ông cũng tổ chức khai thác tài nguyên của các nước trong Liên hiệp Đông Pháp, biến Đông Dương thành một thị trường cho kỹ nghệ và thương mãi của Pháp, và cùng lúc thành lập nơi đây một tiền đồn kinh tế và quân sự vững chắc của thực dân Pháp tại toàn cõi Viễn Đông.
Sau khi trở về Pháp, ông tiếp tục tham gia chính trường Pháp, đắc cử Tổng thống Cộng hòa Pháp ngày 13 tháng 5 năm 1931. Ngày 6 tháng 5 năm 1932, ông bị bắn chết bởi một người Nga tị nạn chính trị tại Pháp tên là Paul Gorguloff. Tương truyền khi ông chết, người Pháp định mang thi hài ông táng trong điện Panthéon, nhưng vợ ông không đồng ý, nói rằng: "cả đời ông ấy đã hy sinh cho nước Pháp, còn bây giờ ông ấy là của tôi", rồi bà chôn ông trong khu vườn mộ gia đình, bên cạnh mộ của bốn người con trai, cả bốn đều hy sinh trong Chiến tranh thế giới thứ nhất.

#### Jean Beau
Năm 1902, Doumer bị gọi về Pháp và Jean Beau thay thế. Jean Beau có tinh thần cấp tiến và mềm mỏng, chủ trương khai hóa dân trí, thành lập các trường học, y tế cục, bệnh viện, tổ chức giúp đỡ dân nghèo. Khi nhận thấy Phong trào Đông Du đưa đến việc nhiều thanh niên Việt Nam trốn sang Nhật học tập, ông cố gắng kềm chế tình trạng xuất dương bằng cách thành lập một trường đại học. Đồng thời ông cũng thành lập Hội đồng Tư vấn Bắc kỳ và các hội đồng tỉnh hạt, cho người Việt được bầu vào các hội đồng. Cùng chung số phận với các Toàn quyền cấp tiến Bert và de Lanessan, Beau bị gọi về về Pháp năm 1907. Antony Klobukowski kế nhiệm (1908–1911) đã bãi bỏ trường đại học và tất cả các hội đồng trên.

#### Klobukowski
Ngày 26 tháng 8 năm 1908, Antony Klobukowski được bổ làm Toàn quyền Đông Dương. Klobukowski, con rể của Paul Bert, xuất thân là nhà ngoại giao, đã từng làm việc với Thống đốc Thomson ở Sài Gòn, Tổng Trú sứ Bert, Toàn quyền Constans ở Hà Nội và giữ chức ngoại giao ở Nhật và Xiêm La. Tại Bắc Kỳ, Klobukowski thành lập một Hội đồng Tư vấn, một mô thức mới của Hội đồng Kỳ lão của Bert năm 1886. Ngày 30 tháng 1 năm 1909, nhân dịp Klobukowski có mặt ở Huế, Phủ Phụ chính ra Dụ trừng phạt cha mẹ có con xuất ngoại bất hợp pháp.
Klobukowski cũng sửa đổi chính sách "chinh phục tinh thần" của Beau; bỏ Tổng nha Giáo dục Công lập (nghị định ngày 16/3/1909), đóng cửa Viện Đại học Đông Dương và giải thể Hội đồng Phát triển Giáo dục Bản xứ.
Ngày 14 tháng 4 năm 1909 Klobukowski thành lập thêm một phân khoa sư phạm để đào tạo huấn đạo (giáo quan cấp huyện, từ chánh bát phẩm tới chánh thất phẩm) và giáo thụ (giáo quan cấp phủ, từ tòng lục phẩm tới tòng ngũ phẩm). Cho tới năm 1910, phân khoa này đặt dưới quyền phòng 2 của Phủ Thống sứ. Klobukowski còn mở trường Luật (École de Droit) với hai trụ sở Hà Nội và Sài Gòn. Học trình là 2 năm. Trường khai giảng tại Hà Nội ngày 15 tháng 4 năm 1910. Trong niên khoá 1911-1912, Sài Gòn có 18 sinh viên và Hà Nội 32 người.
Đầu năm 1909, Klobukowski cũng chấm dứt chương trình gửi công chức bản xứ qua Pháp tu nghiệp – chương trình mà Beau tin tưởng là phương tiện hữu hiệu nhất và duy nhất để chống lại ảnh hưởng của Nhật Bản. Phân khoa bản xứ của trường Thuộc Địa ở Paris vẫn được duy trì, chỉ thay đổi cách tuyển chọn khoá sinh.
Sau khi xác định Đề Thám dính líu vào âm mưu nổi dậy ở Hà Nội mùa Hè 1908, Klobukowski cho lệnh tấn công Yên Thế. Ngày 27 tháng 1 năm 1909, đồn điền Phồn Xương bị phá tan. Tháng 7 năm 1909, Đề Thám bắt cóc một con tin Pháp, định dùng để nghị hòa, nhưng Klobukowski không nhượng bộ.
Ngày 9 tháng 12 năm 1908, Klobukowski ký nghị định cho mua bằng tiền tất cả 10 ngày sưu dịch với giá 0,15 đồng một ngày, hay 1,5 đồng mỗi năm. Tiền này bỏ vào quỹ hàng tỉnh. Sau khi ngân sách hàng tỉnh bị bãi bỏ năm 1911, tổng số tiền mua sưu dịch ở Bắc Kỳ năm 1912 là 765.000 đồng.
Tại An Nam (Trung Kỳ), ngày 31 tháng 12 năm 1908, Klobukowski phê chuẩn dụ ngày 4 tháng 12 năm 1908 của Viện Cơ Mật, chia đều sưu dịch làm 5 ngày sưu tỉnh và 5 ngày sưu xã. Trong số 5 ngày sưu tỉnh, 2 ngày phải mua lại bằng tiền với giá 2 hào (20 xu) mỗi ngày. Ba ngày còn lại có thể mua, hay tự lao động. Ngoài ra, số ngày sưu tỉnh bị hạn chế trong phạm vi tổng hay huyện, ngoài phạm vi này phải có phép Viện Cơ Mật. Năm 1913, ngân sách Trung Kỳ dự trù thu được 364.500 đồng trên khoản mua sưu dịch.
Đầu năm 1910, Klobukowski phải về nước tham khảo, và trở lại Đông Dương vào tháng 6 cùng năm. Nửa năm sau, Klobukowski lại về nước. Từ Paris, Klobukowski cho lệnh Toàn quyền Paul Louis Luce cấp học bổng cho Phó bảng Phan Châu Trinh qua Pháp cùng con trai là Phan Châu Dật, lúc ấy mới 8 tuổi. Ngày 1 tháng 4 năm 1911, Phan Châu Trinh cùng con trai rời Sài Gòn. Vì phí tổn do ngân quỹ liên bang đài thọ, hai người được đặt dưới sự quản trị của Julien Fourès, Giám đốc Đoàn Giáo dục Đông Dương tại Pháp.

#### Albert Sarraut
Năm 1911, Albert Sarraut, một chính khách trẻ và lỗi lạc, sau làm đến bộ trưởng Bộ Thuộc địa và đắc cử Thủ tướng Pháp trong hai nhiệm kỳ, sang kế nhiệm chức Toàn quyền. Sarraut thuộc đảng Cấp Tiến Pháp, là một đảng khuynh tả. Sarraut chủ trương làm đúng tinh thần liên hiệp, cho tổ chức lại trường đại học, cho mở mang thêm các trường học các cấp, nới rộng các hội đồng quản trị cho người Việt tham gia. Tuy các nỗ lực của ông bị người Pháp tại Việt Nam cực lực phản đối, chính sách cai trị mềm mỏng giúp ông tại chức khá lâu và tạo nên không khí dễ thở phần nào cho dân bị trị.

#### Maurice Long

Toàn quyền Alexandre Varenne (giữa) và Khâm sứ Pierre Pasquier (phải) tại đám tang vua Khải Định, Huế, 1926

Từ tháng 2 năm 1920 đến tháng 4 năm 1922 Maurice Long làm toàn quyền Đông Dương. Ông cũng có chính sách mềm mỏng tương tự Albert Sarraut nhưng bị phản đối và triệu hồi.

#### Alexandre Varenne
Năm 1925, Alexandre Varenne sang nhậm chức, và là một Toàn quyền có ý thức nhân đạo. Một trong các hành động nhân đạo tiêu biểu đó là ông cho chích ngừa dịch tả, cải cách các trường học, ân xá cho Phan Bội Châu vừa bị tuyên án tử hình, lập các viện Dân biểu Bắc kỳ và Trung kỳ, mở rộng ngạch tương đương (cadres latérants) trong các công sở cho người Việt có bằng cấp tương đương có quyền nắm giữ các chức vụ tương đương với người Pháp, và thành lập Bình dân Nông phố Ngân quỹ để cho giúp nông dân. Chính sách của ông bị một số người Pháp phản đối dữ dội, và Varenne bị gọi về Pháp năm 1928.